# Rattus nikenii
Rattus nikenii  (Maryanto, Sinaga, Achmadi & Maharadatunkamsi, 2010) è un roditore della famiglia dei Muridi endemico dell'isola di Gag, Indonesia.

## Descrizione

### Dimensioni
Roditore di grandi dimensioni, con la lunghezza della testa e del corpo tra 135 e 182 mm, la lunghezza della coda tra 138 e 165 mm e la lunghezza del piede tra 31 e 36,5 mm.

### Aspetto
Le parti superiori sono marroni chiare con dei riflessi grigiastri, il mento è bianco, la gola rossiccia, il petto marrone chiaro e l'addome color crema. La coda è più corta della testa e del corpo ed è uniformemente scura. Le femmine hanno un paio di mammelle pettorali, un paio post-ascellari e due paia inguinali.

## Distribuzione e habitat
Questa specie è endemica dell'isola di Gag, Isole Molucche settentrionali.

## Conservazione
Questa specie, essendo stata scoperta solo recentemente, non è stata sottoposta ancora a nessun criterio di conservazione.